# Karcsa (település)
Karcsa község Borsod-Abaúj-Zemplén vármegye Cigándi járásában.

## Fekvése
A Bodrogközben fekszik, a szlovák határ mentén, Miskolctól mintegy 90 kilométerre északkeletre. A térséget határoló nagy folyóvizek közül sem a Bodroggal, sem a Tiszával nem érintkezik, átszeli viszont a Karcsa, amely egykor még hajózható folyónak számított, de ma már inkább csak csatornaként kanyarog a környéken.
Különálló településrésze Becsked, a központjától bő másfél kilométerre északnyugatra.
A szomszédos települések: kelet felől Pácin, délkelet felől Cigánd, dél felől Tiszacsermely, délnyugat felől Tiszakarád, nyugat felől pedig Karos; közigazgatási területének délnyugati peremén egy rövid szakaszon érintkezik Bodroghalom határszélével is. Észak felől szlovákiai, Kiskövesdhez (Malý Kamenec) és Nagykövesdhez (Veľký Kamenec) tartozó területek határolják.

### Megközelítése
A település területén végighalad a Sátoraljaújhely-Cigánd-Kisvárda között húzódó, a 37-es és 4-es főutakat összekötő 381-es főút, ez az egyetlen közúti megközelítési útvonala.

## Története
Karcsa a Bodrogköz legrégebbi települése. Ismert írott források elsőként 1186-ból említik, de a környék már a honfoglalás előtt is lakott volt. A falut körülvevő mocsaras, nádas terület megvédte az itt élőket a tatárok és törökök dúlásától is.[forrás?]
A község neve az Árpád-kori oklevelekben Karachy, Karasahel, Karazaher és Karucha névalakokban maradt fent. 1398-ban Debreő István és fiai birtoka volt; 1440-ben Zerdahelyi Miklós volt a földesura, három évvel később pedig Brankovics György szerb despota kapta meg, aki ezután a maga részét a kistárkányiaknak és apagyiaknak adta. 1451-ben az Unghi család is birtokolt itt területeket, tíz évvel később pedig Upori János.
Egy 1598-as összeírás csak Alaghy Ferenczet említi birtokosául, viszont 1618-ban Mátyus János és Kakas Erzsébet birtokába iktatták a települést, 1631-ben pedig báró Sennyey Sándor kapott rá királyi adományt. Ettől kezdve hosszú időre a Sennyey család birtoka lett, de gróf Nádasdy Ferencnek is volt tulajdonrésze benne.

## Közélete

### Polgármesterei
- 1990–1994: György Károly (független)[4]
- 1994–1998: Dakos János (független)[5]
- 1998–2002: Dakos János (független)[6]
- 2002–2006: Dakos János (független)[7]
- 2006–2010: Dakos János (független)[8]
- 2010–2014: Dakos János (független)[9]
- 2014–2019: Milinki László (Fidesz-KDNP)[10]
- 2019–2024: Milinki László (Fidesz-KDNP)[11]
- 2024– : Dakos Csaba (Fidesz-KDNP)[1]

## Népesség
A település népességének változása:
| Lakosok száma | 1859 | 1839 | 1820 | 1694 | 1579 | 1587 | 1567 |
|               | 2013 | 2014 | 2015 | 2021 | 2022 | 2023 | 2024 |

2001-ben a település lakosságának 93%-a magyar, 7%-a cigány nemzetiségűnek vallotta magát.
A 2011-es népszámlálás során a lakosok 92,7%-a magyarnak, 9,7% cigánynak mondta magát (7,3% nem nyilatkozott; a kettős identitások miatt a végösszeg nagyobb lehet 100%-nál). A vallási megoszlás a következő volt: római katolikus 18,4%, református 52,3%, görögkatolikus 8,1%, felekezeten kívüli 2,6% (13,5% nem válaszolt).
2022-ben a lakosság 90,9%-a vallotta magát magyarnak, 7% cigánynak, 0,3% németnek, 0,1-0,1% ukránnak, szlováknak és bolgárnak, 1,5% egyéb, nem hazai nemzetiségűnek (9,1% nem nyilatkozott; a kettős identitások miatt a végösszeg nagyobb lehet 100%-nál). Vallásuk szerint 16,1% volt római katolikus, 44,1% református, 6,1% görög katolikus, 3,5% egyéb keresztény, 4,4% felekezeten kívüli (25,2% nem válaszolt).

## Látnivalók

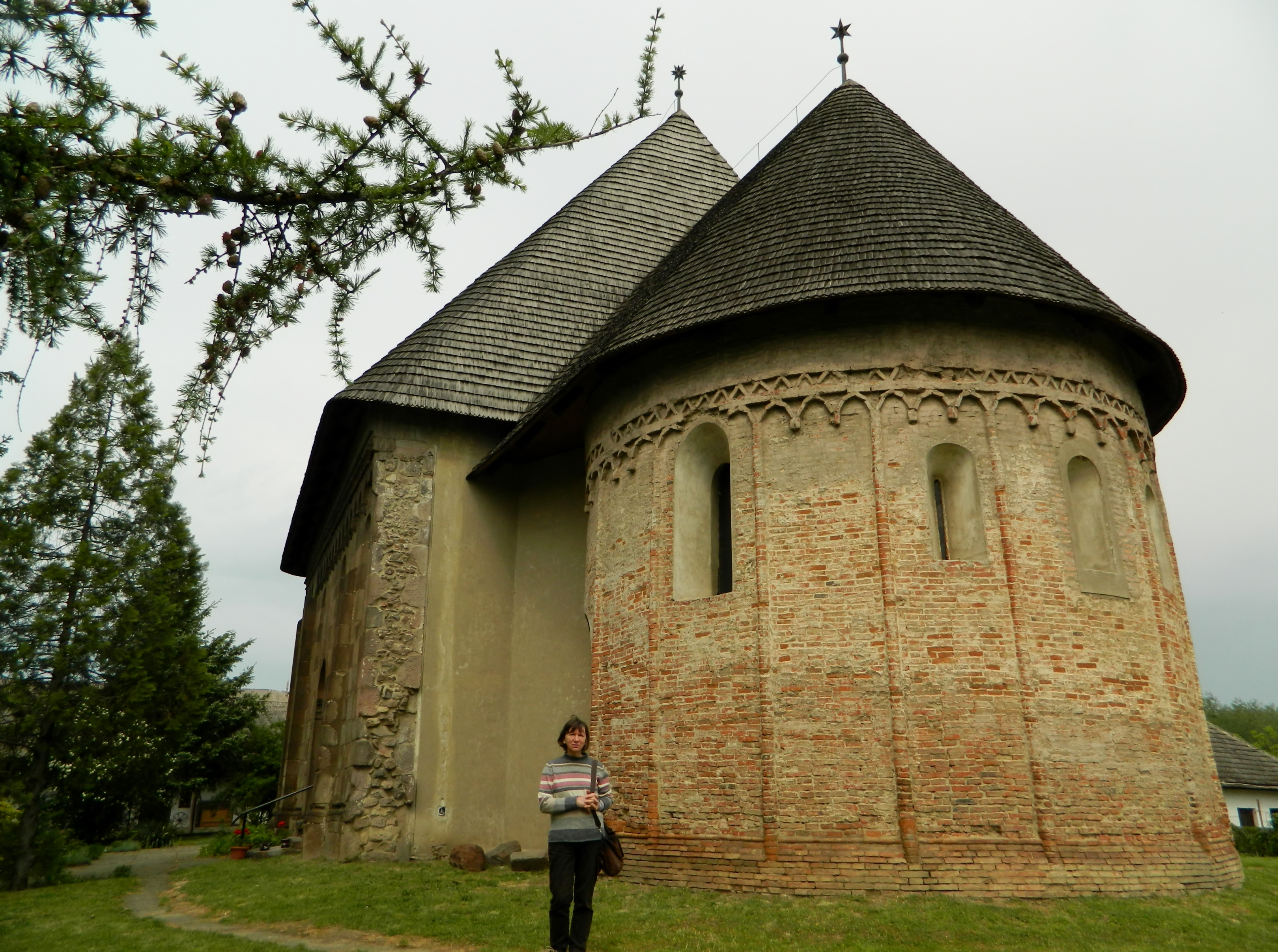
Az Árpád-kori templom Karcsán

- Református temploma romanikus stílusú, a 11–13. században épült. ma országos jelentőségű műemlék. Romanikus stílusú épület, amely két részból áll. A régebbi a 11-12. században épült körtemplom (rotunda), melynek hatkaréjos szerkezete Gerény és Kiszombor körtemplomáéval rokon. Ehhez épült hozzá a 12-13. században a nyugati hosszanti hajó, melynek bejárati oszlopfőit faragványok díszítik. A templomot jól faragható kőből építették, melynek forráshelye a közeli Zempléni-hegység. A kapuzat felett két faragott oroszlán látható.

- Karcsai-tó
- Tájház
- Nagy Géza Emlékház[15]

## Képek

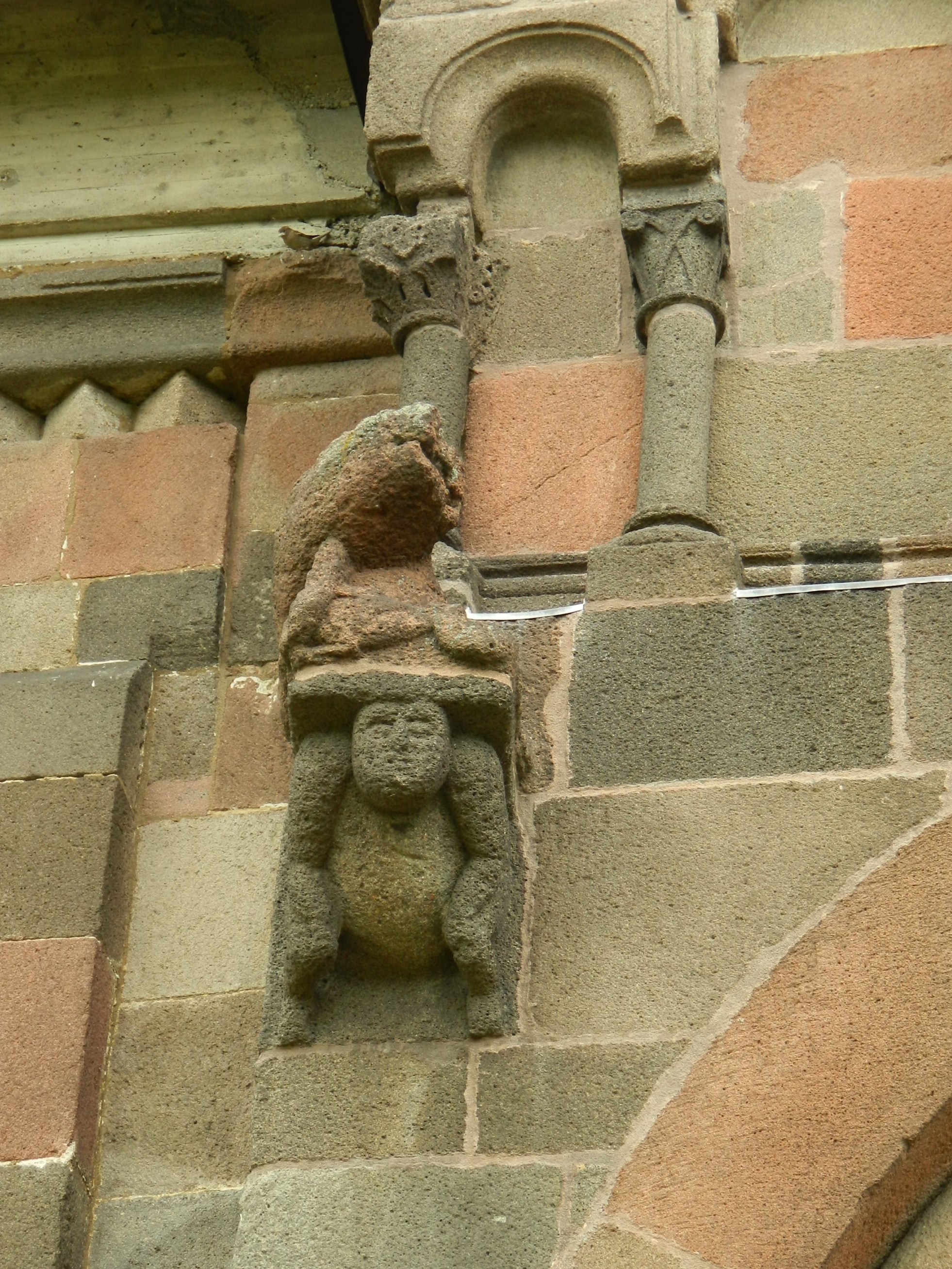
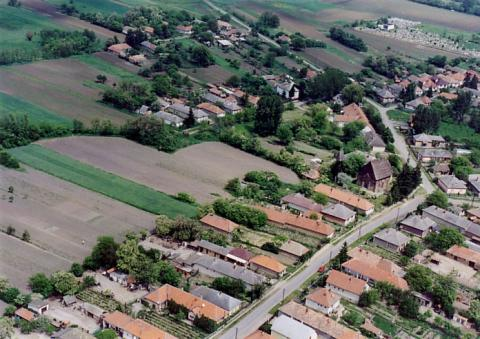
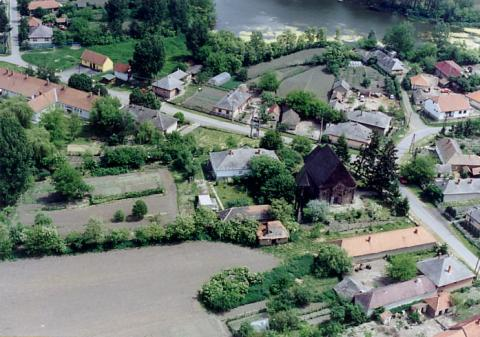
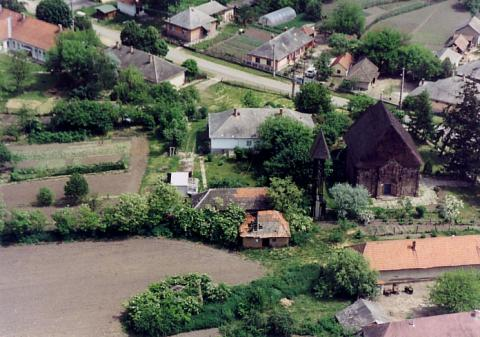
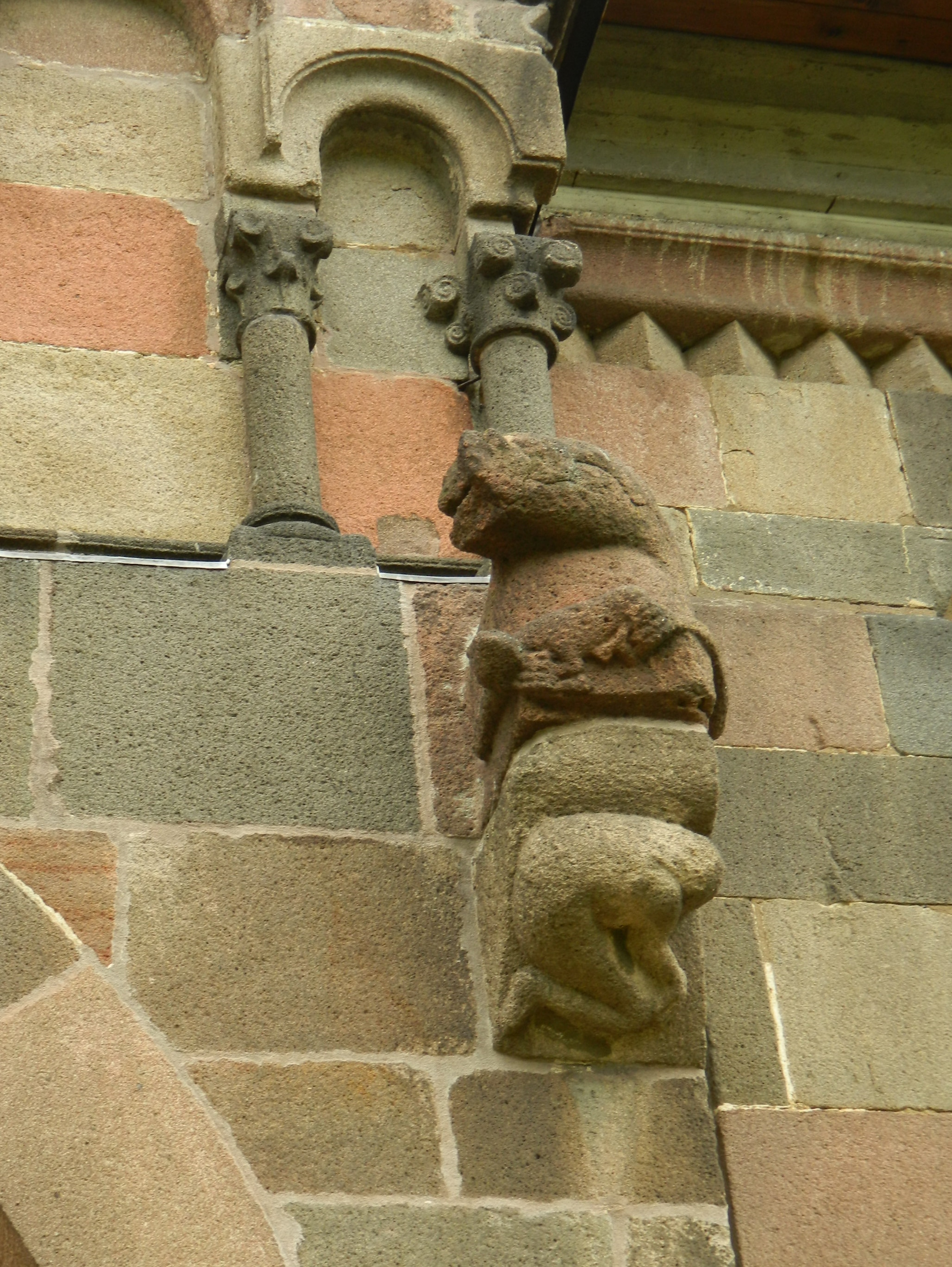

## Környező települések
Alsóberecki (12 km), Bodroghalom (13 km), Karos (5 km), Nagyrozvágy (7 km), Pácin (3 km), a legközelebbi város: Cigánd (17 km) és Sárospatak (22 km) .